# Karlheinz Blankenbach
Karlheinz Blankenbach (* vor 1988) ist ein deutscher Physiker. Er lehrt als Professor an der Hochschule Pforzheim auf den Gebieten Displays, Software, Physik und Elektrotechnik.

## Leben
Blankenbach studierte an der Universität Ulm Physik und promovierte dort. Seine Dissertation legte er 1988 zum Thema Kraft und ATP-Verbrauch von chemisch gehäuteten Limulusmuskeln bei kalziumabhängigen isometrischen Messungen und bei schnellen repetitiven Längenänderungen vor. Er war in der Industrie tätig und wechselte 1995 zur Hochschule Pforzheim. Zu seinen Fachgebieten zählen Displays (Technologien, Ansteuerung, Messtechnik), Software und Elektronik. 2007 erhielt er den Forschungspreis der Hochschule.

## Ehrenämter und Mitgliedschaften
- Vorsitzender des Konferenzbeirates ELECTRONIC DISPLAYS
- Mitglied des Vorstandes DFF (Deutsches Flachdisplay-Forum)
- Chairman des Steering Committee des EU-geförderten Projektes 'adria' (Advanced Displays Research Integration Action)
- Mitglied der SID (Society for Information Display)
- Sprecher des VDE/ITG-Fachausschusses 'Displays'
- Mitglied der DPG (Deutsche Physikalische Gesellschaft)
- Vertrauensdozent der Stiftung der Deutschen Wirtschaft (sdw)

## Veröffentlichungen (Auswahl)
- A. Schmoll, K. Blankenbach et al.: Novel Electrowetting Displays, SID 2007, International Symposium, Digest of Technical Papers, Long Beach, 05/2007, p. 618–621, ISSN 0097-966X
- Karlheinz Blankenbach: Electrowetting – von der Physik zum Display, ELEKTRONIK PRAXIS, Displays & Optoelektronik, S. 38–40, ISSN 0341-5589, 5/2007
- A. Schmoll, K. Blankenbach et al.: Novel Electrowetting Displays, ELECTRONIC DISPLAYS Konferenz, 6 S., Nürnberg, 2/2007
- D. Wiese, K. Blankenbach: Low Cost Colour Measurements with Improved Accuracy, ELECTRONIC DISPLAYS Konferenz, 12 S., Nürnberg, 2/2007
- Chris Gracie, K. Blankenbach: ADRIA – the Display-Network in Europe, ELECTRONIC DISPLAYS Konferenz, 10 S., Nürnberg, 2/2007